# Charles d'Autriche (1545-1568)
Pour les articles homonymes, voir Charles d'Autriche.
Titre
Prince des Asturies
15 janvier 1545 – 24 juillet 1568
(23 ans, 6 mois et 9 jours)
Charles d'Autriche, plus connu sous la désignation espagnole de « don Carlos », prince des Asturies, né le 8 juillet 1545  à Valladolid et mort le 24 juillet 1568 à Madrid, membre de la maison de Habsbourg, petit-fils de l'empereur Charles Quint, est le fils et unique enfant de Philippe II et de sa doublement cousine Marie-Manuelle de Portugal.
Il connaît un destin tragique : méprisé par son père, il se lance en 1567 dans une conspiration qui aboutit à sa condamnation à une peine de prison et à une mort plus ou moins suspecte quelques mois plus tard, élément majeur de la légende noire de Philippe II.

## Biographie

### Origines familiales: une forte consanguinité
Don Carlos naît à Valladolid. Sa mère meurt d'hémorragie quatre jours après sa naissance.
Le jeune infant est de nature fragile et souffre de malformation. Beaucoup de ses problèmes physiques et psychologiques semblent être liés à la consanguinité entre la maison de Habsbourg et les maisons royales d'Espagne et du Portugal.
Il a en effet seulement quatre arrière-grands-parents (au lieu de huit typiquement), car sa grand-mère maternelle et son grand-père paternel sont frère et sœur, ainsi que son grand-père maternel et sa grand-mère paternelle, ce qui donne à ses parents au moins le même degré d'homologie (25 %) que s'ils étaient demi-frères. De plus, il a seulement six arrière-arrière-grands-parents, au lieu de seize, car deux arrière-grands-mères, Jeanne de Castille et Marie d'Aragon, sont sœurs, ce qui augmente encore le degré d'homologie par rapport à 25 %.
Jeune adulte, il commence à montrer des signes d'instabilité mentale. Les circonstances aggravent un caractère violent et vindicatif.

### Relations de don Carlos avec son père et rival
Au moment du retour à la paix entre Philippe II et la France, en 1559 (traité du Cateau-Cambrésis), il est envisagé qu'il épouse la fille du roi de France Henri II et de Catherine de Médicis, Élisabeth, mais Philippe II, veuf de la reine Marie Ire d'Angleterre et conscient de la personnalité perturbée de son fils, le supplante.
En 1564, Philippe II fait venir en Espagne les archiducs Rodolphe et Ernest, ses petits-cousins, afin de leur assurer la succession de ses différents États, au détriment de son fils qu'il pense incapable de gouverner.
En 1565, on lui fait espérer la main de l'archiduchesse Anne, sa cousine, fille de l'empereur Maximilien II, mais son père s'oppose de nouveau à cette union et épouse sa propre nièce en 1570.

### La rébellion de l'infant (1567)
Irrité, don Carlos prend contact en 1567 avec les Pays-Bas révoltés contre son père, promettant aux rebelles de se mettre à leur tête.[pas clair]

### Condamnation et mort
Philippe le fait arrêter comme conspirateur (il semble même croire que don Carlos envisageait de le tuer) : il est condamné par l'Inquisition[pas clair].
Quelques mois après, il meurt en prison, selon les uns de phtisie, selon d'autres empoisonné.
L'accusation infondée selon laquelle Philippe II aurait assassiné son fils alors qu'il était détenu fait partie de la légende noire espagnole et fut l'un des antécédents qui ont provoqué la Guerre de Quatre-Vingts Ans.

## Don Carlos dans la littérature et les arts
Son histoire et le mystère de sa mort sont à l'origine d'une légende romantique et héroïque qui fournit le sujet de nombreuses œuvres :
- la pièce El príncipe don Carlos o Los celos en el caballo (1622) de l'Andalou Diego Jiménez de Enciso (en) ;
- la nouvelle historique Dom Carlos (1672) de Saint-Réal ;
- la pièce Don Carlos (1676) de Thomas Otway ;
- la pièce Filippo (1775) de Vittorio Alfieri ;
- la pièce Don Carlos (1787) de Friedrich von Schiller ;
- l'opéra Don Carlos (1867), composé par Giuseppe Verdi sur un livret de Joseph Méry ;
- différentes œuvres de Jean-Galbert de Campistron, Friedrich de La Motte-Fouqué, André Chénier, Vittorio Alfieri, Emile Verhaeren, Gaspar Núñez de Arce, etc.

## Ascendance
Comme la plupart des Habsbourg à cette époque, Charles est le fruit d'une longue tradition de mariages consanguins. Nombre de ses ancêtres apparaissent donc plusieurs fois dans cet arbre.